# QM/MM
QM/MM metody jsou metody molekulového modelování, které v sobě kombinují sílu kvantově mechanických výpočtů spolu s efektivností molekulárně mechanických simulací. Počátky vývoje QM/MM sahají do 70. let 20. století. Autory jsou Michael Levitt a Arieh Warshel, nositelé Nobelovy ceny za chemii v roce 2013.
Základní koncepce metody tkví v tom, že studovaný systém rozdělíme na dvě části, přičemž vnitřní část (primární subsystém) je popsána na vysoké úrovni kvantové teorie (QM) a jeho okolí pomocí molekulové mechaniky (MM). Metody kvantové mechaniky jsou založeny na řešení Schrodingerovy rovnice a jsou velmi výpočetně náročné. Metody se dále dělí na ab initio a semiempirické metody. Kvantově mechanické metody jsou velmi přesné, co se týče popisu systému a jejich velkou výhodou je, že se dají použít ke studiu reaktivity. Díky jejich náročnosti je jejich použití značně limitováno (malé molekuly). Naproti tomu metody molekulové mechaniky využívají velké množství aproximací a staví na klasické Newtonově mechanice. Molekulová mechanika se hodí k popisu energie a geometrie velkých systémů (biopolymery), ztrácíme ale informaci o elektronech, tudíž nelze studovat chemické reakce.
Při tvorbě QM/MM modelu systému musíme vzít do úvahy 3. kritéria:
1. velikost QM systému a MM okolí a reprezentace interakcí mezi nimi
2. úroveň teorie QM (ab initio, semiempirické metody)
3. robustní sampling konformačního prostoru

## Velikost QM a MM části a jejich vzájemné interakce
Mezi QM a MM subsystémem existuje množství interakcí a pokud chceme reálný obraz systému, musíme tyto interakce brát v úvahu a náležitě je popsat. Interakce můžeme rozdělit na vazebné (natahování vazeb, ohýbaní vazeb) a nevazebné (elektrostatické a van der Waalsovy síly). Dobře ošetřit vazebné interakce (stanovit hranice mezi subsystémy) a popsat jejich nevazebné interakce (hlavně elektrostatické síly) tvoří hlavní problém, se kterým se musíme vypořádat při tvorbě QM/MM modelu našeho systému.

### QM/MM nevazebné interakce (anglicky coupling)
Elektrostatické síly na úrovni molekul vznikají mezi dvěma opačnými náboji (plus a minus). Můžeme je popsat pomocí Coulombova zákona. Jejich působení klesá s druhou mocninou vzdálenosti atomů. V praxi se jedná o velké číslo a fakt, že jeden atom interaguje na velké vzdálenosti se všemi ostatními značně komplikuje výpočet. Tyto síly jsou patrné až na vzdálenost 20 Angstromů, což je obrovská vzdálenost. Existují dva hlavní způsoby jak ošetřit elektrostatické interakce mezi QM a MM subsystémem. Opět se jedná o kompromis mezi výpočetní náročností a přesností popisu našeho systému. Mechanické schéma (mechanical embeding) popisuje elektrostatické interakce na úrovni molekulové mechaniky. Využívá model rigidních atomových bodových nábojů. Nutno podotknout, že kvantová chemie bodové náboje nezná, tudíž se jedná o velkou aproximaci. Druhé schéma, elektrostatické, využívá k popisu elektrostatických interakcí kvantovou mechaniku. Bodové náboje se inkorporují do Hamiltonového operátoru jako jednoelektronový člen. Elektrostatické schéma je více využíváno v praxi.

### QM/MM hranice (anglicky boundary)
V mnoha případech se nemůžeme vyhnout umístění hranice mezi MM a QM subsystémem přímo v kovalentní vazbě (enzymy, polymery) nebo v iontové vazbě (katalýza v pevném stavu). Pokud roztrhneme vazbu, vznikne nám částice s nepárovým elektronem (radikál), což by nám mohlo dělat problémy během výpočtu. Existují dvě strategie jak tento problém vyřešit: link atom a frozen orbital. Link atom zavádí na rozhraní, kde je roztržená vazba přídavný atom (nejčastěji vodík), který nepárový elektron vyruší. Frozen orbital zavádí orbitaly, které jsou pak vynechány z výpočtu (frozen). Oba dva postupy nám poskytují lepší výsledky, než kdybychom nechali na rozhraní radikály. Vazba, kterou vede hranice by měla být nepolární. Dobrým případem je jednoduchá vazba uhlík-uhlík. Doporučuje se umístit vazbu min. 3 vazby daleko od vazby, kde probíhá přenos elektronů.

## Sampling konformačního prostoru
QM/MM výsledky mohou být použity jako startovní pro Monte Carlo a molekulárně dynamické simulace. Cílem takovýchto simulací je vzorkování konfiguračního prostoru (nalezení optimální geometrie) a výpočet termodynamických vlastností.

## Aplikace QM/MM
Hlavní doménou aplikace QM/MM metod je studium enzymatických reakcí. Aktivní místo enzymu je modelováno jako primární subsystém, kde probíhá enzymová katalýza. QM/MM se dále využívá k výpočtu NMR parametrů nebo výpočtu energie UV/VIS spekter. Metody lze rovněž použít v kombinaci s molekulovým dockingem. Zajímavou aplikací QM/MM je studium zeolitů. Zeolity jsou krystalické mikroporézní pevné látky, které se skládají z tetraedrických jednotek SiO4. Zeolity jsou využívány coby katalyzátory chemických reakcí. Druhů komerčně využívaných zeolitických struktur je několik. QM/MM simulace slouží k predikování toho, jak může daná struktura zeolitu ovlivnit jeho katalytické vlastnosti. Mezi známé reakce, které zeolity katalyzují, patří krakování.